# محمود یوسف
محمود یوسف (عربی: محمود يوسف؛ زادهٔ ۳۰ ژوئیهٔ ۱۹۹۷) بازیکن فوتبال اهل فلسطین است.
از باشگاه‌هایی که در آن بازی کرده است می‌توان به باشگاه ورزشی شباب الخلیل اشاره کرد.
وی همچنین در تیم‌های ملی فوتبال زیر ۲۳ سال فلسطین و فلسطین بازی کرده است.